# Leptonychotes weddellii
La foca di Weddell (Leptonychotes weddellii (Lesson, 1826)) è un mammifero carnivoro appartenente alla famiglia dei Phocidae.
Il suo nome deriva da quello di Sir James Weddell, navigatore e cacciatore di foche britannico che fu il primo a descriverle (1820). Le foche di Weddell sono molto diffuse nella regione circumpolare dell'emisfero australe e lungo le coste dell'Antartide. La popolazione stimata è di 800.000 esemplari intorno alle coste antartiche, colonie minori sono presenti nella Georgia del Sud, sulle isole Sandwich australi, sulle isole Shetland meridionali e sulle Isole Orcadi Meridionali.

## Aspetti morfologici
La foca di Weddell ha il pelo di colore grigio acciaio con macchie biancastre o giallognole diffuse su tutto il corpo. Nella stagione estiva i colori tendono a schiarirsi mentre in inverno si scuriscono. Gli individui giovani non presentano macchie.
I maschi adulti misurano tra i 250 e i 290 cm di lunghezza, le femmine raggiungono i 330 cm. Il peso è compreso fra i 400 e i 600 kg

## Distribuzione e habitat

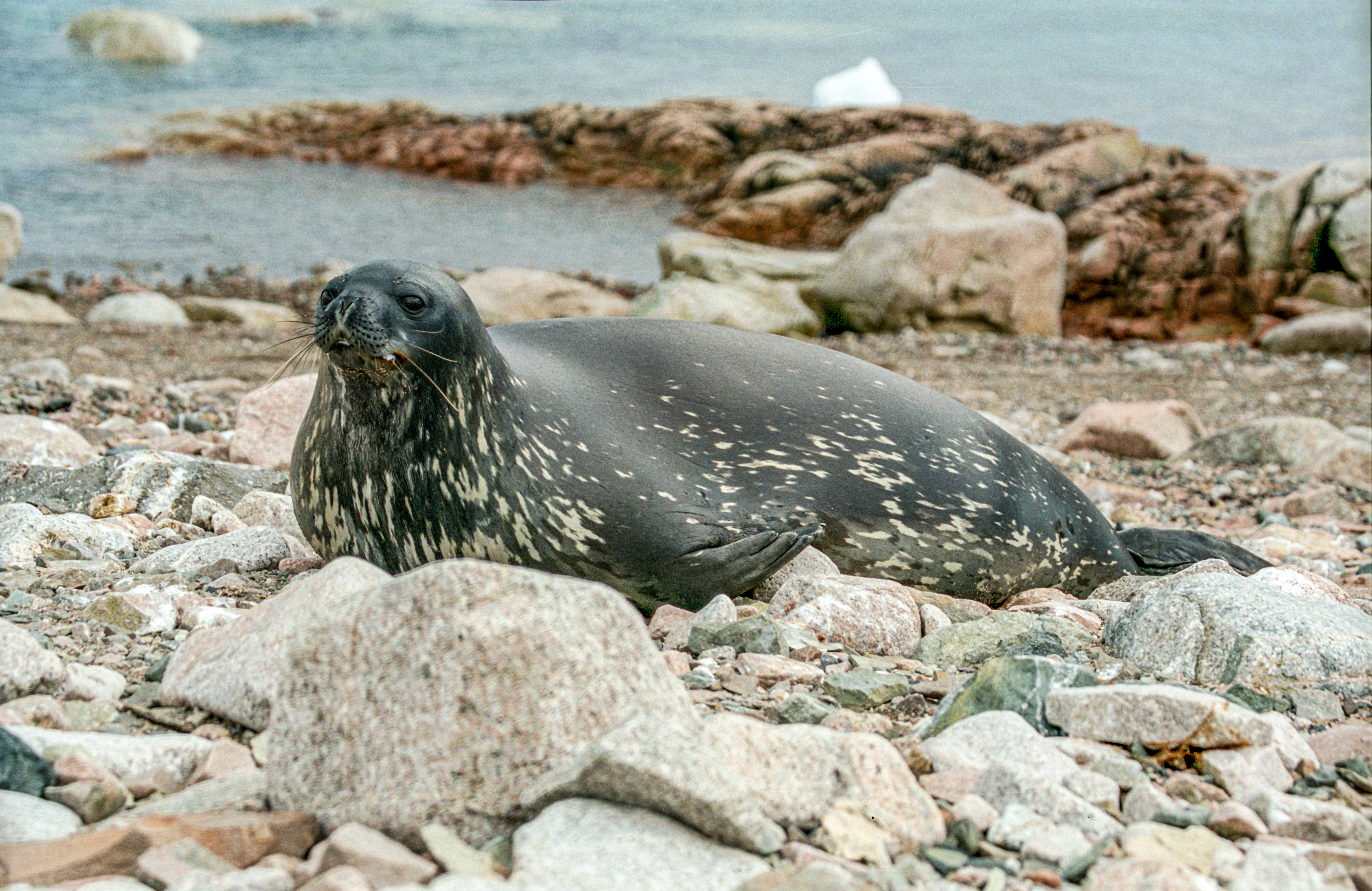
Foca di Weddell in Antartide

Le foche di Weddell vivono sui ghiacci lungo le coste dell'intero continente antartico (e non solo nel mare di Weddell come si potrebbe supporre) e di diverse isole antartiche, le colonie di foche trascorrono il tempo in parte in mare e in parte sui ghiacci, non migrano e i movimenti sono per lo più dovuti all'adattamento alle variazioni delle condizioni dei ghiacci.
Si immergono nelle spaccature del ghiaccio e riemergono rompendo dei buchi con i denti superiori dove il ghiaccio è meno spesso.
È il mammifero che vive più a sud del mondo.

## Biologia
Le foche di Weddell sono cacciatori notturni, gran parte dei loro comportamenti tipici (compresa l'attività riproduttiva e l'alimentazione) hanno luogo in acqua. Raggiungono una velocità compresa fra i 9 e i 13 km/h e profondità di circa 600 m, possono rimanere in immersione per oltre un'ora.

### Immersione
Dopo essersi immersa dal buco in cui respira nel ghiaccio, le foche hanno un galleggiamento negativo nei primi 30-50 metri, questo permette loro di immergersi con poco sforzo creando dei meandri di discesa. Possono resistere in apnea per circa 80 minuti. Queste immersioni a volte sono a scopi nutritivi a volte sono per la ricerca di spaccature del ghiaccio che possano servire come fori per respirare. Le foche possono resistere in apnea per periodi così lunghi grazie all'alta concentrazione di mioglobina nei muscoli. Il metabolismo delle foche di Weddell è relativamente costante durante le immersioni profonde, per cui si pensa che debba esistere un'altra maniera di compensare il funzionamento in un periodo prolungato di assenza di ossigeno. Le foche, contrariamente agli altri mammiferi possono utilizzare un metabolismo anaerobico durante queste immersioni prolungate e questo causa un accumulo di acido lattico nei muscoli. L'acido lattico non entra nel flusso sanguigno fino a dopo l'emersione dell'animale. Questo è ottenuto dalla vasocostrizione dei capillari dai muscoli verso le vene, ma in questo caso è necessario un tempo di recupero più lungo; a lungo andare questo può rivelarsi meno efficiente che un numero maggiore di rapide immersioni con metabolismo aerobico. Queste foche compensano inoltre la prolungata mancanza di ossigeno attraverso l'aumento della loro capacità di trasportare l'ossigeno e questo si ottiene grazie al fatto che hanno una maggior concentrazione di globuli rossi nel sangue, oltre al fatto che hanno un maggior quantità relativa di sangue rispetto agli altri mammiferi. Il livello tipico di concentrazione di ossigeno nel sangue umano al livello dal mare è di circa 15 ml/kg, mentre nella foche di Weddell raggiunge i 60 ml/kg. Possono anche rilasciare sangue ossigenato dalla milza che agisce quindi come una riserva di ossigeno. Degli altri adattamenti circolatori comprendono la diminuzione dei battiti cardiaci e il tamponamento del sangue che previene l'abbassamento eccessivo del pH del sangue. L'abbassamento del pH nel sangue invia al cervello un segnale anticipato di mancanza di ossigeno. Questo può essere osservato quando si trattiene il respiro per un periodo prolungato e dopo espirando, questo comportamento porta al bisogno di respirare per qualche secondo.

### Predatori
Gli unici predatori della foca di Weddell sono la foca leopardo e l'orca.

## Alimentazione
Le foche di Weddell si nutrono prevalentemente di pesci della famiglia dei Nototheniidae e calamari.

## Riproduzione
I piccoli (uno per coppia) nascono durante la primavera antartica (settembre/novembre) dopo circa 9/10 mesi di gestazione. Alla nascita pesano circa 29 kg e sono coperti di una lanugine grigia che dopo circa 4 settimane viene sostituita da un manto più scuro. Lo svezzamento si ha intorno alla sesta settimana e la maturità è raggiunta intorno ai 3 anni.